# 小松島市総合グランド
小松島市総合グラウンド（こまつしましそうごうグランド）は、徳島県小松島市中田町にある運動広場である。

## 主な施設
- 野球場 - 野球場は硬式球使用不可・夜間試合使用不可
- テニスコート
- 児童公園
- 駐車場 - 乗用車30台

## 施設概要
- 東南海・南海地震時に消防の活動拠点に内閣府より指定されている。
- 所在地等：〒770-8012 徳島県小松島市中田町字脇谷
- 利用期間：8：00 - 22：00
- 定休日：特になし
- 利用料金：使用料必要　市外の者は料金割増

## 交通
- JR南小松島駅より約30分。
- 小松島市営バス小松島営業所下車より徒歩約5分。